# William Ellery
William Ellery (ur. 22 grudnia 1727 w  Newport (Rhode Island), zm. 15 lutego 1820) – amerykański sygnatariusz Deklaracji Niepodległości Stanów Zjednoczonych jako przedstawiciel Rhode Island.

## Życiorys
William Ellery urodził się w Newport w stanie Rhode Island, naukę pobierał od prywatnych nauczycieli; absolwent Harvard College w 1747 r.; oficer marynarki z Rhode Island; członek palestry od 1770 r.; praktyka w Newport; członek Kongresu Kontynentalnego, aby wypełnić wakat spowodowany śmiercią Samuela Warda; zmarł w Newport, w stanie Rhode Island.